# Panzerina
Panzerina es un género con tres especies de plantas con flores perteneciente a la familia Lamiaceae. Es originario de Siberia y China.

## Especies seleccionadas
| - Panzerina canescens (Bunge) Soják - Panzerina lanata (L.) Soják - Panzerina parviflora (C.Y.Wu & H.W.Li) Y.Z.Zhao |